# Institut national de la jeunesse de l'éducation physique et du sport
L’Institut national de l’éducation physique et du sport est un institut béninois où sont formés les professeurs de sport et les administrateurs d'actions culturelles et sociales.
C'est un des instituts de l'Université d'Abomey-Calavi. Il est situé à Porto-Novo.